# Joan III Albret

Armes personals Joan III Albret

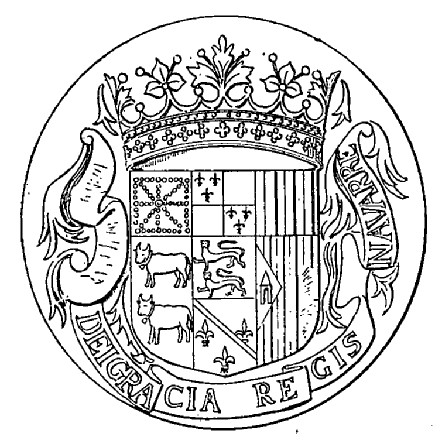
Armes de Joan III Albret coma rei consort de Navarra

Armes de Joan III Albret coma rei consort de Navarra

Joan III Albret o Joan III de Navarra (1469 - Pau, 1516) fou senyor d'Albret, vescomte de Tartàs, comte de Perigord i vescomte de Llemotges (1481-1516) i rei de Navarra i comte de Foix (1484-1516).

## Orígens familiars
Fill del comte de Graves Alain Albret i Francesca de Chatillón, comtessa de Perigord.

## Núpcies i descendents
Es casà el 14 de juliol de 1484 a Orthez amb la reina Caterina I de Navarra. D'aquest casament nasqueren:
- la infanta Anna de Navarra (1492-1532)
- la infanta Magdalena de Navarra (1494-1504)
- la infanta Caterina de Navarra (1495-1532), abadessa a Caen
- la infanta Joana de Navarra (1496)
- un infant sense nom (1500)
- l'infant Andreu Febus de Navarra (1501-1503)
- l'infant Enric II de Navarra (1503-1555), rei de Navarra
- l'infant Bonaventura de Navarra (1505-1510)
- l'infant Martí de Navarra (1506-1512)
- l'infant Francesc de Navarra (1508-1512)
- l'infant Carles de Navarra (1510-1528)
- la infanta Isabel de Navarra (v 1513-?), casada el 1534 amb el vescomte René I de Rohan
- la infanta Quitèria de Navarra (?-1536), abadessa

Tingué un fill il·legítim:
- Pere d'Albret (?-1568), bisbe de Comenge

## Rei de Navarra
A partir del casament de Joan d'Albret amb Caterina I passà a ser considerat rei de Navarra si bé ambdós no foren coronats fins al 10 de gener de 1494 a la catedral de Pamplona.
Durant l'ocupació castella del Regne de Navarra per part del rei Ferran el Catòlic, Joan III d'Albret aconseguí convèncer la seva esposa d'abandonar el regne per prendre refugi a la cort francesa. Amb aquesta fugida el rei Catòlic annexionà l'Alta Navarra a la Corona de Castella.
Va morir el 17 de juny de 1516 a la ciutat de Pau i fou enterrat a Lescar.